# 阿格萨克
阿格萨克（法語：Aguessac，法語發音：[aɡsak]）是法国阿韦龙省的一个市镇，属于米约区。

## 地名
该地名“Aguessac”发音特殊，其发音为[aɡsak]，不符合字母“e”在两相同辅音字母前发/ɛ/（如“verrière”，[vɛʁjɛʁ]）或/e/（如“message”，[mesaʒ]）的法语基本发音规则，根据实际发音其应译作“阿格萨克”，《世界地名翻译大辞典》与《世界地名译名词典》将其误译作“阿盖萨克”。

## 地理
阿格萨克（44°9'24"N, 3°5'54"E）面积17.64 平方千米，位于法国奧克西塔尼大區阿韦龙省，该省份为法国南部内陆省份，位于法國中央高原南部，北起顺时针与康塔爾省、洛泽尔省、加尔省、埃罗省、塔恩省、塔恩-加龙省和洛特省接壤。
与阿格萨克接壤的市镇（或旧市镇、城区）包括：孔佩尔、米约、波耶、韦里耶尔。
阿格萨克的时区为UTC+01:00、UTC+02:00（夏令时）。

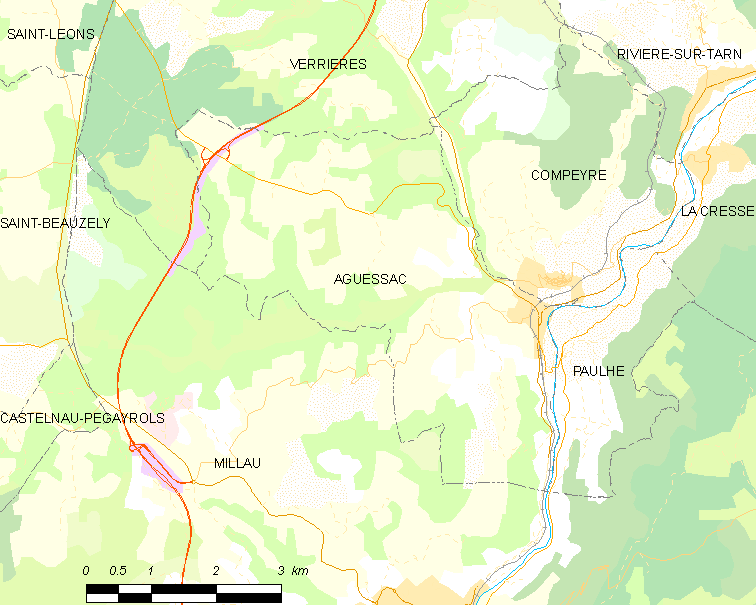
阿格萨克的OSM定位图

## 行政
阿格萨克的邮政编码为12520，INSEE市镇编码为12002。

## 政治
阿格萨克所属的省级选区为米约第二县。

## 人口

1962-2008年间阿格萨克人口变化图示

阿格萨克于2022年1月1日时的人口数量为924人。